# 拓跋恆
拓跋恆（？—？），初名元恆，後為了避楚景莊王之諱改姓拓跋，五代十國時期马楚的官員，为楚文昭王所设天策府十八學士之一。

## 生平
楚武穆王時任職學士兼僕射，衡陽王罷建國之製，降稱節度判官。
文昭王馬希範開天策府，置十八學士，拓跋恆與廖匡圖、李弘皋、徐仲雅等十八人為學士，號稱「天策府十八學士」。拓跋恆上書“殿下长深宫之中，藉已成之业，身不知稼穑之劳，耳不闻鼓鼙之音，驰骋遨游，雕墙玉食。府库尽矣，而浮费益甚；百姓困矣，而厚敛不息。今淮南为仇雠之国，番禺怀吞噬之志，荆渚日图窥伺，溪洞待我姑息。谚曰：『足寒伤心，民怨伤国。』愿罢输米之令，诛周陟以谢郡县，去不急之务，减兴作之役。无令一旦祸败，为四方所笑。”勸諫減輕賦稅，觸怒馬希範，終身不再召見。
947年4月，馬希範病重，召拓跋恆，託立弟馬希廣為王。
951年11月15日，楚后主马希崇派拓跋恆携降表向南唐将领边镐请降。次日（16日），边镐入长沙城，南楚亡。